# Carex macrocephala
Carex macrocephala är en halvgräsart som beskrevs av Carl Ludwig von Willdenow och Spreng.. Carex macrocephala ingår i släktet starrar, och familjen halvgräs. Inga underarter finns listade i Catalogue of Life.